# Код (остров)
Остров Код (на английски: Cod Island) е 11-ият по големина остров в провинция Нюфаундленд и Лабрадор. Площта му е 135 км2, която му отрежда 138-о място сред островите на Канада. Необитаем.
Островът се намира само на 4 км от източния бряг на полуостров Лабрадор. На северозапад, зад протока Мидфорд е по-малкия остров Гримингтън, на север остров Нануктук, а на юг малките островчета Купърс, Грийн и Опингивик.
Бреговата линия с дължина 95 км е слабо разчленена. По крайбрежието има четири по-големи залива, два на северното – Тейлър и Мидфорд Харбър, един на източното – Кларк и един на южното крайбрежие – Анкърсток. Дължината на острова от север на юг е 16 км, а максималната му ширина 14 км.
Релефът е хълмист и нископланински с маскимална височина от 845 м в най-северната част. Има няколко малки езера. По бреговете на залива Анкърсток има тундрова растителност, а останалата по-голяма част от острова са предимно голи скали, обрасли с мъхове и лишеи.
Източното крайбрежие на острова най-вероятно е открито от португалския мореплавател Гашпар Кортереал (1450-1501) през 1500-1501 г., а островното му положение е доказано чак през XIX в. след извършване на детайлни топографски картирания по цялото източно крайбрежие на п-ов Лабрадор.